# Ванеса Вилијамс
Ванеса Лин Вилијамс (енгл. Vanessa Lynn Williams; Милвуд, 18. март 1963) је афроамеричка пјевачица и глумица.

## Биографија
Рођена је 18. марта 1963. године у Милвуду (Њујорк). Постала је позната по томе јер је била прва мис Америке која је имала афроамеричко поријекло. За мис Америке је проглашена 1983. године, а годину дана касније јој је одузета титула због тога што се сликала нага. Те фотографије су објављене 1984. године у часопису Пентхаус (енгл. Penthouse).

### Породични живот
Ванеса је мајка четворо дјеце. Троје дјеце има из првог брака са Рамоном Хервијем (енгл. Ramon Hervey), док из другог брака са кошаркашем Риком Фоксом (енгл. Rick Fox) има кћерку Сашу (енгл. Sasha).

## Дискографија

### Албуми
- The Right Stuff
  - Изашао: June 6, 1988
  - Label: WING / Mercury
  - Chart Peak: US Pop #38, R&B #18
  - RIAA Certification: Gold
  - Singles: "The Right Stuff", "Dreamin'", "(He's Got) The Look", "Darlin' I"
- The Comfort Zone
  - Изашао: August 20, 1991
  - Label: WING / Mercury
  - Chart Peak: US Pop #17, R&B #1, UK #24
  - RIAA Certification: 3x Platinum
  - Singles: "Running Back To You", "The Comfort Zone", "Save The Best For Last", "Just For Tonight", "Work To Do", "What Will I Tell My Heart"
- The Sweetest Days
  - Изашао: December 6, 1994
  - Label: WING / Mercury
  - Chart Peak: US Pop #57, R&B #25
  - RIAA Certification: Platinum
  - Singles: "The Sweetest Days", "The Way That You Love", "Betcha Never", "You Can't Run"
- Star Bright
  - Изашао: November 5, 1996
  - Label: Mercury
  - Chart Peak: US Pop #36, R&B #24
  - RIAA Certification: Gold
  - Singles: "Do You Hear What I Hear"
- Next
  - Изашао: August 26, 1997
  - Label: Mercury
  - Chart Peak: US Pop #53, R&B #28
  - RIAA Certification: N/A (U.S. Sales: 280,000)
  - Singles: "Happiness", "Who Were You Thinkin' 'Bout?", "Oh How The Years Go By", "First Thing On Your Mind"
- Greatest Hits: The First Ten Years
  - Изашао: November 17, 1998
  - Label: Mercury
  - Chart Peak: N/A
  - RIAA Certification: N/A
  - Singles: "My Flame"
- The Christmas Collection: The Best Of
  - Изашао: September 23, 2003
  - Label: Mercury
  - Chart Peak: N/A
  - RIAA Certification: N/A
- The Millennium Collection: The Best Of
  - Изашао: October 7, 2003
  - Label: Mercury
  - Chart Peak: N/A
  - RIAA Certification: N/A
- Love Songs
  - Изашао: January 13, 2004
  - Label: Mercury
  - Chart Peak: N/A
  - RIAA Certification: N/A
- Silver & Gold
  - Изашао: October 12, 2004
  - Label: Lava / Atlantic
  - Chart Peak: US Pop #120, R&B #46, Gospel #2
  - RIAA Certification: N/A (U.S. Sales: 100,000)
  - Singles: "Silver And Gold", "Merry Christmas, Darling"
- Everlasting Love
  - Изашао: January 25, 2005
  - Label: Lava / Atlantic
  - Chart Peak: US Pop #159, R&B #57
  - RIAA Certification: N/A (U.S. Sales: 60,000)
  - Singles: "You Are Everything"

## Филмографија
| Улоге Ванесе Л. Вилијамс |                            |               |               |          |
| Година                   | Српски назив               | Изворни назив | Улога         | Напомена |
| 1987.                    |                            |               |               |          |
| 1988.                    |                            |               |               |          |
| 1991.                    |                            |               |               |          |
| 1991.                    |                            |               |               |          |
| 1992.                    |                            |               |               |          |
| 1996.                    | Ликвидатор                 |               |               |          |
| 1997.                    | Гангстер                   |               | Френсин Хјуз  |          |
| 1998.                    |                            |               |               |          |
| 1999.                    | Авантуре Елма у Гроучленду |               | Краљица смећа |          |
| 1999.                    |                            |               |               |          |
| 2000.                    | Шафт                       |               | Кармен Васкез |          |
| 2000.                    |                            |               |               |          |
| 2003.                    |                            |               |               |          |
| 2004.                    |                            |               |               |          |
| 2006.                    |                            |               |               |          |